# Aurach am Hongar
Pour les articles homonymes, voir Aurach.
Aurach am Hongar est une commune autrichienne du district de Vöcklabruck en Haute-Autriche.